# Frei Lagonegro
Frei Lagonegro – miasto i gmina w Brazylii, w stanie Minas Gerais. Znajduje się w mikroregionie Peçanha.